# Stavec
Stavec je priimek več znanih Slovencev:
- Karmen Stavec (*1973), pevka zabavne glasbe